# Sófár
A sófár (héber betűkkel: שופר), egy ősi zsidó hangszer: egy egyszerű kosszarv, melyet kürt módjára szólaltatnak meg. A tölcséres fúvókájú hangszerek családjába tartozik. A sófár szó az (arámi nyelvű) sapír (szép) szóból származik, így feltételezett jelentése: szép hangú. A Talmud szerint ez a kosszarv emlékezteti a zsidókat arra a kosra, amelyet Ábrahám feláldozott fia helyett:

„És felemelé Ábrahám az ő szemeit, és látá hogy ímé háta megett egy kos akadt meg szarvánál fogva a szövevényben. Oda méne tehát Ábrahám, és elhozá a kost, és azt áldozá meg égő áldozatul az ő fia helyett.”

– Mózes I. könyve 22. fejezet 13. (Károlyi Gáspár fordítása)

A rós hásáná reggeli szertartás központi eleme is a sófárfújás. Ennek során száz sófárhangot szokás meghallgatnia a hívőknek, de harminc a háláhá szerint kötelező. A sófár eredetének magyarázataként első napon Izsák születését, másodikon megkötözését tanulmányozzák tisri elsején.

## A sófár hangjai
A sófárt háromféleképpen szólaltatják meg, ezek a tkiá, a svárim és a truá.
Tkiá (fúvás, áskenáz kiejtéssel Tökió) – egyetlen éles, egyenes kürtszó a sófár első hangja. Ez volt a nép összehívására szolgáló hang, erre a hangra vertek vagy bontottak tábort a pusztában vándorló zsidók. Amikor már nem vándorolt a nép, ez jelezte a szombat és az ünnepek kezdetét és végét. Ide tartozik a tkiá gdolá (tökió gödajló), egy nagy hosszú fúvás, amit például a jom kippuri böjt kimenetelekor lehet hallani.
Svarim (törések, áskenáz kiejtéssel Sövórim) – három elcsukló, sóhajtáshoz hasonló hang. Ezzel hívták össze a halott házához a rokonokat, barátokat, ismerősöket.
Truá (riadó, áskenáz kiejtéssel Töruó) – kilenc apró, szaggatott hang. Ez a hang arra emlékezteti a zsidóságot, hogy Isten mellette áll, és megsegíti a bajban. Ezt a hangot háborúban és veszélyben is használták.
Egyes feltételezések szerint régen a sófár többféle megszólaltatását is gyakorolták, ám ezek a feledésbe merültek.

## A sófárfújás magyarázatai

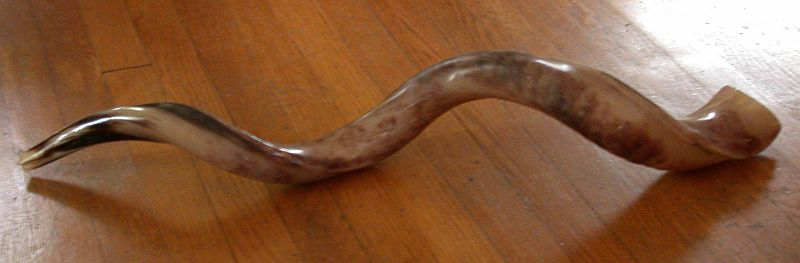
A jemeni zsidók stílusában készült sófár

### ABibliábantöbb utalást is találunk a sófárra
- „És lőn harmadnapon virradatkor, mennydörgések, villámlások és sűrű felhő lőn a hegyen és igen erős kürtzengés; és megréműle mind az egész táborbeli nép.”

Mózes II. könyve 19. fejezet 16. (A törvényadáskor hívta össze a népet)
- „És lesz ama napon: megfújják a nagy kürtöt, és eljőnek, a kik elvesztek Assiria földében és a kik kiűzettek Égyiptom földébe, és leborulnak az Úr előtt a szent hegyen, Jeruzsálemben.”

Ésaiás Próféta (Jesájá) könyve 27. fejezet 13. vers (Izrael fiainak összegyűjtésekor is ez szól)
- „Föld kerekségének minden lakói és földnek lakosai meglássátok, mikor a hegyeken zászló emelkedik, és hallgassatok, ha kürt szól!”

Ésaiás Próféta könyve 18. fejezet 3. vers (a feltámadás napjára figyelmeztet)
- „Kiálta azért a nép, mihelyt kürtölének a kürtökkel. Lőn ugyanis, a mint meghallá a nép a kürtnek szavát, kiálta a nép nagy kiáltással, és leszakada a kőfal magától, és felméne a nép a városba, kiki az előtte való helyen, és bevevék a várost.”

Jozsué könyve 6. fejezet 20. vers (a kürt hangjára leomlik Jerikó fala)

(Károlyi Gáspár fordításai)

### A hagyomány szerint a zsidókat több dologra is emlékezteti a sófár
- A sófár hangja bűnbánatra, számvetésre készteti a hívő izraelitát.
- A sófár hangja megnyitja az eget, hogy az imádságok közvetlenül jussanak el Istenhez.
- Emlékezteti a zsidókat Istenre, aki a világ királya, mert a királyok előtt is fúvósok mentek.

A régi zsidóság életében a sófár nem csak a rós hásáná alkalmával volt fontos hangszer, hanem a fontosabb események, böjtök, háborúk jelzésére is szolgált.
1967-ben a siratófalnál ismét nagy eseményt jelzett a sófár megfújása: Jeruzsálem újra egyesült. Ezen alkalomból az izraeli hadsereg akkori főrabbija, Slomo Goren szólaltatta meg a kosszarvat.

### A sófár ma
A mai zsidóság életében csak elul és tisri hónapokban van jelen a sófár. Ezekben a hónapokban reggelente fújják meg a hangszert, így figyelmeztetve a népet a megtérésre, a számvetésre.
Ellenben a zsidó-keresztény kinyilatkoztatást követő egyházak életében (pl. Hit Gyülekezete),
Isten dicsőítésében jelentős szerepe van.